# بيتر جاي هوبر
بيتر جاي هوبر هو أستاذ جامعي ورياضياتي سويسري، ولد في 25 مارس 1934 في Wohlen, Aargau ‏ في سويسرا.